# Tehachapi
Tehachapi ist eine Stadt in den USA und liegt im Kern County im Bundesstaat Kalifornien.

## Geographie
Die Tallage in der Nähe der Mojave-Wüste bildet eine Art Oase. Ein berühmter Golfplatz, Seen zum Fischen und Segeln sowie ausgedehnte Landschaften zum Reiten machen die Stadt attraktiv.

## Demografie
Das U.S. Census Bureau hat bei der Volkszählung 2020 eine Einwohnerzahl von 12.939 ermittelt.

## Bauwerke
In der Nähe der Stadt befindet sich das Eisenbahn-Bauwerk Tehachapi Loop. Dabei handelt es sich um eine Schleife in der Bahnstrecke, um auf engem Raum an Höhe zu gewinnen. Lange Züge überqueren sich dort selbst.
In Tehachapi befindet sich California Correctional Institution, ein chronisch überbelegtes Männergefängnis mit einer Kapazität von über 2000 Insassen.

## Persönlichkeiten
Berühmtester Einwohner der Stadt ist Michael Melvill, der erste private Astronaut der Raumfahrtgeschichte.